# عبد الكريم أحمد جدبان علي
عبد الكريم أحمد جدبان علي (1965 - 2013) برلماني يمني، عضو في مجلس النواب، عن الدورة البرلمانية 2003-2009 (تمددت حتى 2014) والكتلة البرلمانية ل«جماعة أنصار الله» عن الدائرة الانتخابية رقم (267) بمحافظة صعدة.